# Список серий телесериала «Кремлёвские курсанты»
Ниже приведён список и описание серий российского телевизионного сериала «Кремлёвские курсанты».
Телесериал выходил на экраны с 16 февраля 2009 года по 13 августа 2010 года и содержит 2 сезона из 160 серий.

## Краткий обзор
| Сезон | Сезон | Серий | Премьера    | Релиз на DVD | Релиз на DVD |
| Сезон | Сезон | Серий | Премьера    | Дата         | Диски        |
| ----- | ----- | ----- | ----------- | ------------ | ------------ |
|       | 1     | 80    | 2009        | -            | -            |
|       | 2     | 80    | 2009 — 2010 | -            | -            |

## Сезоны

### Первый сезон
Съёмки первого сезона начались 24 июля 2008 г. Первоначально планировалось включить в сезон всего 40 серий, затем 60, наконец 80. В результате некоторые сюжетные линии сменились прямо во время съёмок.
Премьера сезона состоялась на СТС 16 февраля 2009 года ко Дню защитника Отечества. После этого сериал шёл в 20:00 по будням, с повторным показом в 08.00 по московскому времени на следующий день (повторы с пятниц пускали по понедельникам). Последняя серия сезона была показана 7 августа, после чего сразу же и в то же время пустили 15 серий продолжения (см. второй сезон).
| Серия      | Премьера             | Описание серии |
| ---------- | -------------------- | --- |
| 01.01 (1)  | 16 февраля 2009 года | Трое друзей-суворовцев встретились не где-нибудь, а в МВВКУ. Печка,Сухой и Сырников. Вместе с кадетами в училище поступают вчерашние школьники и те, у кого за плечами служба в армии. Между абитуриентами начинают складываться непростые отношения… |
| 01.02 (2)  | 17 февраля 2009 года | Вывешиваются долгожданные списки тех, кто успешно сдал вступительные экзамены. Однако до зачисления поступающие должны пройти КМБ — курс молодого бойца. Не каждый выдержит такие физические и моральные нагрузки. У Перепечко неожиданно появляется ещё одна девушка по имени Анжела. Брагин и Гончар хотят установить свои порядки в роте. Между армейцами и остальными курсантами назревает конфликт…                                                                     |
| 01.03 (3)  | 18 февраля 2009 года | Ребята знакомятся с «трассировкой». К Сырникову приезжает отец, Лёша высказывает ему, что знает о договорённости с врачом. Курсанты придумывают друг другу прозвища. Анжела знакомится с «риелтором»… |
| 01.04 (4)  | 19 февраля 2009 года | Анжела сбегает от риелтора с его паспортом. Сырников предлагает суворовцам дать клятву. К Прохорову приезжает жена. |
| 01.05 (5)  | 24 февраля 2009 года | Ольга и Анжела приходят к дому риелтора. Брагин и Гончар хотят отметить поступление. Красильников специально заваливает все нормативы. Его прогонят через «Королеву Марго». Ольга забирает паспорт Анжелы. |
| 01.06 (6)  | 25 февраля 2009 года | В жизни курсантов наступает торжественный момент — они принимают присягу на верность своему Отечеству. На церемонии Сырников не хочет произносить речь. Сухомлин проводит романтический выходной с Ольгой, а Перепечко — с Анжелой. Прохоров знакомит Варнаву с особенностями столичной жизни. Ротмистров договаривается о переводе Сырникова в Рязанское воздушно-десантное училище. Среди курсантов появляется вор. Света пытается вернуть Красильникова.                  |
| 01.07 (7)  | 26 февраля 2009 года | Идёт распределение должностей. Начинается учебный процесс. Лёша дарит Печке и Сухому значки «СВУ» |
| 01.08 (8)  | 2 марта 2009 года    | Курсанты пытаются сорвать урок Коптеля. Воловов жестоко мстит Сухомлину. Романенко настораживает повальное увлечение курсантов хоровым искусством. Он решает устроить проверку. Синицын сообщает о том, что он приезжает в Москву и назначает бывшим кадетам встречу. Кому-то из ребят ради встречи с другом придётся идти в самоход. |
| 01.09 (9)  | 3 марта 2009 года    | У ребят пропадают деньги с телефонов. Кадеты хотят встретиться с Синицей. Сухомлин идёт в самоволку. |
| 01.10 (10) | 4 марта 2009 года    | Сухомлин на грани отчисления из училища. Гончар проявляет особый интерес к новой преподавательнице информатики Сухановой. Прохоров подозревает, что Полярник выдал его секрет всей роте. Тёща Прохорова пытается добиться того, чтобы зятя отчислили из училища. |
| 01.11 (11) | 5 марта 2009 года    | Между армейцами и кадетами начинается настоящая война. Тополь пытается завоевать внимание женской половины училища. Красильников начинает ухаживать за майором Маминой. Неожиданно Война предлагает Сухомлину, Гончару и Варнаве выпить вместе с ним. |
| 01.12 (12) | 10 марта 2009 года   | Кадеты объявляют Ковнадскому бойкот. Гончар провоцирует Сухомлина на драку. Красильников продолжает удивлять Мамину. Мамина решает посоветоваться с психологом. Сырников получает странную посылку, отправитель которой неизвестен. |
| 01.13 (13) | 11 марта 2009 года   | Красильников даёт Коптелю урок военной истории. Брагин перехватывает письмо Красильникова Маминой. У Маминой появляется ещё один поклонник среди курсантов. Перепечко открывает новый вид стрельбы из автомата. Сырников неожиданно получает большие деньги. Война становится свидетелем того, как Красильников бьёт Брагина. |
| 01.14 (14) | 12 марта 2009 года   | Боткин узнаёт о драке курсантов. Прохоров пытается вычислить стукача в роте. Красильников делает предложение Маминой. Война сажает курсантов на диету и устанавливает коллективную ответственность за проступки. |
| 01.15 (15) | 16 марта 2009 года   | Сырников узнаёт, кто отправлял ему странные посылки. Командиры посылают курсантов на вертолёт. Романенко сталкивается с убийцей своей жены. Курсанты узнают о тёмном прошлом Брагина. |
| 01.16 (16) | 17 марта 2009 года   | Романенко расправляется с убийцей. Красильников наконец встречает свою любовь. Мирные отношения между курсантами под угрозой. Гончар оказывается у Сухановой дома. У него появляется серьёзный соперник. |
| 01.17 (17) | 18 марта 2009 года   | Для того чтобы похудеть, Перепечко готов на всё. Гончар вступает в схватку с Тополем. Мамина узнаёт о прошлом Романенко. Марина отвечает Красильникову взаимностью. |
| 01.18 (18) | 19 марта 2009 года   | Мамина понимает, что между ней и Романенко ничего не может быть. Красильников пишет Марине письма. Пытаясь доказать курсантам, что современные увлечения молодёжи — зло, Волынский оказывается в щекотливой ситуации. Варнава засыпает в карауле. |
| 01.19 (19) | 23 марта 2009 года   | Романенко узнаёт, что кто-то посторонний ухаживает за могилой его жены. Он пытается вычислить, кто бы это мог быть. Чтобы пойти в увольнение, курсанты готовы учиться даже по ночам. Перепечко показывает курсантам, кто в качалке главный. Брагин решает рассекретиться перед армейцами. |
| 01.20 (20) | 24 марта 2009 года   | Ротмистров приезжает к Сырникову и понимает, что он в его жизни теперь лишний. Первокурсники лидируют в соревновании по гиревому спорту, но в самый ответственный момент Гончар получает травму. Марина дарит Красильникову первый поцелуй. Романенко доводит Мамину до слёз. |
| 01.21 (21) | 25 марта 2009 года   | Варнава получает тревожное письмо из дома. Суханова рвёт письмо Варнавы и нарывается на месть курсантов. Красильников знакомит Марину с родителями. Когда родители уезжают, Марина остаётся у Красильникова на ночь. Романенко просит прощения у Маминой. Перепечко показывает курсантам, что такое клиренс. |
| 01.22 (22) | 26 марта 2009 года   | Суханова заставляет забастовщиков писать контрольную, результаты которой удивляют всех. Марина идёт на хитрость, чтобы побыть с Красильниковым. Романенко ухаживает за Маминой. Сырников не принимает подарок отца. |
| 01.23 (23) | 30 марта 2009 года   | У Сырникова появляется девушка. Курсанты срывают экскурсию по Москве, устроенную Прилуцкой. Об этом узнаёт Полярник. Ольга передаёт Сухомлину необычный подарок, вложенный в учебник по высшей математике. Волынский видит книгу и радуется внезапной тяге Сухомлина к его предмету. Первое свидание Романенко и Маминой заканчивается печально. |
| 01.24 (24) | 31 марта 2009 года   | Волынский задался целью сделать из Сухомлина математика. Мамина целует Романенко. Брагин продолжает пытаться доказать армейцам, что он не стукач. |
| 01.25 (25) | 1 апреля 2009 года   | Раскрывается личность «стукача». Сырников узнаёт, что его отец подрабатывает в Москве. Мамина проводит ночь у Романенко, а Марина — у Красильникова. Света приходит к Красильникову и заявляет, что беременна. |
| 01.26 (26) | 2 апреля 2009 года   | Света шантажирует Красильникова своей беременностью. Ковнадский пытается отвести от себя подозрения. Света приходит к Марине… |
| 01.27 (27) | 6 апреля 2009 года   | Марина не хочет разговаривать с Красильниковым. Брагин пытается доказать армейцам, что стукач не он, а Ковнадский. Курсанты пишут любовное послание Сухановой. Романенко пытается скрыть свои отношения с Маминой от подчинённых. |
| 01.28 (28) | 7 апреля 2009 года   | Сырников продаёт часы, которые ему подарил Вадим Петрович и отдаёт деньги отцу. У Красильникова конфликт с Гончаром, и они договариваются встретиться во время увольнения и во всём «разобраться». Ротмистров вызывает Вадима Петровича на серьёзный разговор. |
| 01.29 (29) | 8 апреля 2009 года   | Перепечко загадывает армейцам «старую армейскую загадку». Марина ворует из дома 50 тысяч рублей и отдаёт их Свете. Армейцы убеждаются в том, что стукач — Ковнадский. Мамина думает, что Марина беременна. |
| 01.30 (30) | 9 апреля 2009 года   | Тополь пристаёт к Сухановой и Маминой. Армейцы рассказывают майору Губскому про Ковнадского. Красильников продаёт кортик прадеда. Армейцы привлекают к решению проблемы с Ковнадским суворовцев и школьников. Брагин вспоминает тяжёлую часть своей армейской жизни: о том, как он находясь в казарменном умывальнике, хотел его покинуть, но вдруг туда вошли трое его сослуживцев и не дали ему выйти. Затем после недолгого разговора свалили его на пол и избили ногами. |
| 01.31 (31) | 13 апреля 2009 года  | Марина узнаёт правду о Свете и ребёнке. Курсанты пишут письмо Боткину. Прилуцкая изучает этикет военных. В том, что стукач — это Ковнадский, убеждаются все курсанты. |
| 01.32 (32) | 14 апреля 2009 года  | Брагин рассказывает про свою «прошлую» жизнь. Мамина снова с Романенко. Ковнадский понимает, что курсанты не оставят его в покое. |
| 01.33 (33) | 15 апреля 2009 года  | Гончар проигрывает в карты капитану Давыдову желание. От желания капитана страдают все курсанты. Ковнадский решает уйти из училища. Курсанты отправляются на «полевой выезд». |
| 01.34 (34) | 16 апреля 2009 года  | У Красильникова «проблемы» с глазами. Перепечко пытается ему помочь. Романенко узнаёт правду о гибели мужа Маминой. Красильников не успевает выкупить свой кортик. |
| 01.35 (35) | 20 апреля 2009 года  | Красильников и Перепечко становятся врагами, а капитан Давыдов пытается восстановить их дружбу. Тополь пытается «упросить» Суханову поставить одному курсанту хорошую оценку за курсовую. Варнава дерётся с «местными». Марина рассказывает маме всю правду о своих отношениях с Красильниковым. |
| 01.36 (36) | 21 апреля 2009 года  | Боткин получает повышение. Марина выкупает кортик у полковника Коптеля. С Ковнадским происходит несчастный случай. Капитан Давыдов пишет рапорт об увольнении. Ковнадский защищает капитана Давыдова. |
| 01.37 (37) | 22 апреля 2009 года  | Ковнадский раскаивается в своих поступках. Капитан Давыдов узнаёт всю правду про Ковнадского. Настя рассказывает Сырникову правду об их отношениях. Марина делает Красильникову неожиданный подарок. |
| 01.38 (38) | 23 апреля 2009 года  | Давыдов рассказывает Коптелю про Ковнадского и Боткина. Сырников предлагает Насте встречаться с ним за деньги и попадает в милицию. Капитан Давыдов поручает курсантам найти участника Афганской войны, награждённого купленным им орденом. |
| 01.39 (39) | 27 апреля 2009 года  | Капитан Козин ищет нового гитариста в оркестр. Кадеты получают письмо от Макарова. Майор Тополь обманом заставляет курсантов найти ему материал для диссертации. Курсанты находят хозяина ордена. |
| 01.40 (40) | 28 апреля 2009 года  | Капитан Давыдов и Красильников возвращают орден Красной Звезды законному владельцу. Сырников мирится с Настей. Бывших кадетов ждёт неожиданный сюрприз…Максим Макаров будет учиться с ними. |
| 01.41 (41) | 29 апреля 2009 года  | Макаров сильно изменился. Мамина отказывается жить вместе с Романенко. Марину больше не пускают в училище. Боткин решает посадить Макарова «на крючок» вслед за потерей Ковнадского. Коптель узнаёт о коварстве своих учеников. |
| 01.42 (42) | 4 мая 2009 года      | Между Макаровым и остальными суворовцами возникают трения из-за его «прогиба» под армейцев. Ковнадский возвращается в роту. Сухомлин начинает увлекаться футбольными матчами. Кто-то пускает слухи о свадьбе Романенко с Маминой. |
| 01.43 (43) | 5 мая 2009 года      | Макаров внезапно становится москвичом. На уроке тактики Красильников больше не самый умный на курсе. У Сухомлина появляются большие суммы денег. Суворовцы решают навестить Макса и Полину, а Красильников — свою школу. |
| 01.44 (44) | 6 мая 2009 года      | У Макарова возникают проблемы со старшими в тренажёрном зале. Брагин пишет смешное письмо своему бывшему сослуживцу. К Полине приезжает отец Макарова. Давыдов и Губский думают о странных пробелах в биографии нового курсанта. |
| 01.45 (45) | 7 мая 2009 года      | Красильникова опережают и в теме о порохе. Кто-то шантажирует капитана Суханову, после того как Гончар крадёт её личные фотографии. Макаров рассказывает кадетам настоящую причину его перевода из Можайки. |
| 01.46 (46) | 22 июня 2009 года    | Гончар находит настоящего зачинщика шантажа капитана Сухановой. Прохорову выделяют сверх-увольнение вместо Ковнадского, но заканчивается оно больницей. Сухомлин знакомится с профессиональным ставщиком и решает действовать через него. |
| 01.47 (47) | 23 июня 2009 года    | Романенко узнаёт о предательстве Брагина и сам лично в этом убеждается. Макарову достаются ключи от квартиры своего отца, но вскоре он отдаёт их обратно. Весь взвод по очереди навещает Прохорова. Варнаву ждут необычные новости. |
| 01.48 (48) | 24 июня 2009 года    | Жена Прохорова решается на крайние меры, чтобы увидеть своего мужа. Блинов озадачивает своих учеников. Макаров начинает сомневаться в намерениях Полины, а Сухомлин — в суммах своих ставок. |
| 01.49 (49) | 25 июня 2009 года    | Сухомлин находит немалую сумму денег для общей ставки. Красильников отбивается от строя по математике и в результате получает пятёрку. Прохоров возвращается из больницы, чтобы снова покинуть строй. |
| 01.50 (50) | 26 июня 2009 года    | Перепечко и Варнава помогают Губскому поймать известного вора и попадают в ресторан. Брагин решает искупить свою вину. Макаров проводит увольнение в одиночестве. Сухомлин выигрывает свою ставку, но деньги забирают до него. |
| 01.51 (51) | 29 июня 2009 года    | Рота отправляется на полевые учения. Сначала Гончар, а затем Варнава требуют от Сухомлина вернуть им одолженные деньги. Перепечко неожиданно выручает Сухомлина. Полина в отместку Макарову переходит жить к подруге. На учениях возникает конфликт между Макаровым и Красильниковым, который благодаря Полярнику, принимает неожиданный оборот. |
| 01.52 (52) | 30 июня 2009 года    | Ольга узнаёт о проблемах Сухомлина. Она решается в одиночку найти и разоблачить Вдовина. В лагерях Макарову снятся кошмары, Варнаве приходится ровнять шишки в лесу, а вся рота неожиданно попадает в чёрный список командира батальона. |
| 01.53 (53) | 1 июля 2009 года     | Во время занятий Ковнадский от перенапряжения метнул гранату в сугробы, не вырвав чеку. Давыдов молниеносной реакцией «спасает» взвод курсантов. |
| 01.54 (54) | 2 июля 2009 года     | Во время марш-броска «смекалка» курсантов сыграла с ними злую шутку. По прибытии в училище Давыдов преподал Красильникову урок мудрости. Макаров оказался перед трудным выбором. Ольга вразумила Илью, а Настя Алексея. |
| 01.55 (55) | 3 июля 2009 года     | У курсантов начинается первая сессия. Варнава пытается попасть на консультации по двум предметам одновременно. Сухомлин с азартом углубляется в чтение научной литературы. Друзья гадают, к чему приведёт увлечение Сухомлина на этот раз. Красильников не верит Марине, что её встреча с Макаровым была случайной… |
| 01.56 (56) | 6 июля 2009 года     | Из-за проблем с Полиной Макаров заваливает сессию. Ксения находит для Полины нового ухажёра. Красильников начинает подозревать, что между Мариной и Макаровым завязались отношения. У курсантов появляется домашний питомец. Вряд ли им удастся скрыть это от командиров… |
| 01.57 (57) | 7 июля 2009 года     | Курсанты пытаются напоить Волынского прямо во время экзамена. Полярник в шоке от затеи своих подопечных. Полина хочет вернуть Макарова, но застаёт его с другой. Помимо этого Максима ждёт жёсткий разговор с Красильниковым. |
| 01.58 (58) | 8 июля 2009 года     | У Сухомлина появляется последний шанс рассчитаться с долгами. Марина признаётся Макарову, что она совершила серьёзную ошибку. Варнава получает тревожные известия из дома. Прохоров возвращается в училище. |
| 01.59 (59) | 9 июля 2009 года     | Прохоров хочет продолжить учёбу, но Боткин — против. Красильникову приходится встретиться с Мариной. Она не верит в то, что стала ему безразлична. Гончар, Макаров и Перепечко приезжают в деревню Варнавы и неожиданно нарываются на серьёзные неприятности. |
| 01.60 (60) | 10 июля 2009 года    | Прохорову приходится сдавать последний экзамен самому Романенко. Кадеты неожиданно встречают в Москве Василюка. Марина даёт Красильникову расписку, что она выйдет за него замуж. Перепечко встречает свою первую любовь — Анжелу. |
| 01.61 (61) | 13 июля 2009 года    | Курсанты возвращаются в училище после каникул. Романенко обеспокоен тем, что некоторые курсанты решают забрать документы. Сухомлин случайно встречает своего старого знакомого — Вдовина Валентина Петровича. |
| 01.62 (62) | 14 июля 2009 года    | Сырников снова мечтает о Рязанском институте Воздушно-десантных войск. У Варнавы проблемы с телефоном, поэтому Романенко «дарит» ему свой «командирский» мобильник. Кто-то жестоко подшучивает над матерью Ковнадского. |
| 01.63 (63) | 15 июля 2009 года    | Прилуцкая по инициативе курсантов устраивает вечер поэзии. Прохоров узнаёт, кто был автором письма матери Ковнадского. |
| 01.64 (64) | 16 июля 2009 года    | Красильникова обвиняют в том, что он украл чужое стихотворение. Капитан Давыдов запрещает курсантам курить. Макаров и Ольга помогают Сухомлину «разобраться» с Валентином Петровичем. |
| 01.65 (65) | 17 июля 2009 года    | У прошедшего вечера поэзии выявляется сразу два победителя. Валентин Петрович получает по заслугам. Макаров узнаёт, как действительно к нему относится Полина. |
| 01.66 (66) | 20 июля 2009 года    | Перепечко не может выбрать одну из двух Анжел. Гончар устанавливает рекорд училища на полосе препятствий. Тополь пишет рапорт на Губского в связи с рукоприкладством. |
| 01.67 (67) | 21 июля 2009 года    | Девушки курсантов занимаются поисками Полины. Губский отказывается извиняться перед Тополем, а Тополя избивают и похищают. Анжела устраивает Степану романтический вечер. |
| 01.68 (68) | 22 июля 2009 года    | Сухомлин находит Полину, но вынужден скрывать это от Макарова, а Сырников ему помогает. Тополь втягивает Суханову в «тёмную» историю. |
| 01.69 (69) | 23 июля 2009 года    | Суханова заставляет Тополя отказаться от всех претензий к Губскому. Приходит приказ на перевод Сырникова в Рязанский институт Воздушно-десантных войск. Перепечко узнаёт, почему Анжела пропадала последние полгода. Макаров догадывается, что Сухомлин что-то знает про местонахождение Полины. |
| 01.70 (70) | 24 июля 2009 года    | Курсанты проходят психологическую подготовку. Романенко заставляет Тополя написать рапорт об увольнении. Макаров узнаёт адрес Полины. Сырников уезжает в Рязань. |
| 01.71 (71) | 27 июля 2009 года    | У курсантов проблемы с «тактикой». Гончар приносит в роту игровую приставку. Рота устраивает турнир по морскому бою. Сухомлина увозят в госпиталь. |
| 01.72 (72) | 28 июля 2009 года    | Губский и Давыдов подозревают Сухомлина в симуляции болезни, а кадеты узнают, кто его сдал. Тополь угрожает Сухановой. Варнава во время экскурсии на одном стенде находит фотографию своего однофамильца и загорается идеей узнать, кто он такой, и что с ним случилось. |
| 01.73 (73) | 29 июля 2009 года    | Макаров неожиданно становится сержантом. В училище проверка из Министерства обороны. Тополь устраивает нападение на Суханову. |
| 01.74 (74) | 30 июля 2009 года    | Романенко помогает Варнаве попасть в архив, чтобы тот смог найти информацию о своём однофамильце. Отец Перепечко хочет забрать сына из училища. |
| 01.75 (75) | 31 июля 2009 года    | Отец Перепечко ищет способы повлиять на сына. Полина хочет расстаться с Макаровым. Сухомлина выписывают из госпиталя. |
| 01.76 (76) | 3 августа 2009 года  | Наташа рассказывает Илье про свои «опыты» с медицинскими препаратами и их последствия. Сухомлин вызывается ей помочь. У Давыдова появляется новый мобильник, а вслед за ним — таинственный почитатель. Курсанты пишут душевные SMSки Прилуцкой. |
| 01.77 (77) | 4 августа 2009 года  | Полина опять ссорится с Макаровым. Отец Перепечко решается на покорение состава училища ради отчисления сына. Макаров удручает своих сокурсников не меньше, чем Перепечко. |
| 01.78 (78) | 5 августа 2009 года  | Стёпа ищет отца. Вопреки всем стараниям друзей, Макаров готовится к неформальному отчислению. В результате их неосторожности пострадавшим оказывается Варнава. |
| 01.79 (79) | 6 августа 2009 года  | Давыдов находит зачинщика телефонных издевательств. Его ждёт весьма трогательная история. Макаров сильно отличается по математике, несмотря на «неудовлетворительно» по боевой технике. Остальные пытаются понять его мотивацию. |
| 01.80 (80) | 7 августа 2009 года  | Все усилия задержать Максима в училище заканчиваются для него больничной койкой. Полина принимает окончательное решение. У Прохорова пополнение в семье, но о бывших связях своей жены он не знает. Варнава возвращает Брагину давний должок. |

### Второй сезон
Съёмки второго сезона начались 9 июля 2009 года, сами серии планировалось показать лишь в 2010 году. Тем не менее, в связи с поддержанием рейтинга, отснятые за этот период серии были допущены к показу уже 10 августа. Показ сезона был прекращён 28 августа в связи со временным перерывом, а затем восстановлением съёмок.
Всего в 2009 году было показано 15 серий. Съёмки остальных серий велись с октября по апрель. Показ начался с 17 мая 2010 года по будням в 19:00, с 28 июня показ перенесли на 16:30 в эфире телеканала СТС. Последняя серия сезона была показана 13 августа в 16:30 сразу после предыдущей, в качестве исключения.
| Серия       | Премьера             | Описание серии |
| ----------- | -------------------- | --- |
| 02.01 (81)  | 10 августа 2009 года | Проходит четыре месяца. Курсанты успешно переходят на второй курс и снова встречаются в Ногинске. Макарову и Прохорову назначают работу с абитуриентами на КМБ. Отец Перепечко прокрадывается на полевые учения чтобы сфотографировать сына, но его ждут приключения. В расположение попадает заменяющий Тополя майор Дорохин. Девушки трёх курсантов решают устроить сюрприз своим парням, и вскоре сами сталкиваются с неприятными обстоятельствами. Аня Прохорова получает букет роз от своего мужа, который сам об этом не знает, а затем случайно встречает на улице Игоря. Макаров знакомится с земляком из Твери, а Сухомлин даёт выпускникам-суворовцам совет на будущее. |
| 02.02 (82)  | 11 августа 2009 года | Курсанты благополучно возвращаются из самохода. Мать Ани волнуется за её сложившееся положение. Макаров сталкивается с трудностями в воспитании новобранцев, а затем попадает врасплох за чрезмерное доверие своему земляку. Девушки курсантов решают проучить деревенского мошенника. Приход Боткина значительно меняет положение в боевой симуляции. |
| 02.03 (83)  | 12 августа 2009 года | Макаров разбирается с предателем. Боткин опять предлагает Ковнадскому сотрудничество и вскоре мстит за его отказ. Коновалов интересуется прошлым Романенко. Игорь продолжает встречаться с Аней. Перепечко удручает и радует взвод. |
| 02.04 (84)  | 13 августа 2009 года | Прокофьев узнаёт об истории Коновалова через Романенко, и они решают собрать всех «своих». Игорь пытается объясниться с Аней. Курсанты находят применение «методам» Боткина и решают его проучить. К Полине после слежки наведывается старый знакомый. |
| 02.05 (85)  | 14 августа 2009 года | Красильников учит первокурсников и становится Трассильниковым. У Глеба новые претензии к Полине. Варнава не понимает упрёков однокурсников, и вскоре у него самого появляются проблемы с девушкой. Боткин продолжает «валить» курсантов. Их второй самоход терпит неудачу. |
| 02.06 (86)  | 17 августа 2009 года | Давыдов пытается добиться сквозного увольнения для Прохорова. Курсанты оказывают помощь пострадавшим сельчанам и налетают на наряды. Игорь продолжает добиваться любви Ани. |
| 02.07 (87)  | 18 августа 2009 года | Аня пытается окончательно порвать отношения с Игорем. Дорохин становится соседом Сухановой и принимается ухаживать за ней. Перепечко на БТРе врезается в гражданский автомобиль… |
| 02.08 (88)  | 19 августа 2009 года | Романенко отстраняет Губского от командования ротой. Курсантов ждёт сложная математическая задача. Прохоров, наконец, получает «сквозное» увольнение. |
| 02.09 (89)  | 20 августа 2009 года | Одноклассник Красильникова приглашает Марину на свидание, но сильно об этом жалеет. Игорь знакомится с Прохоровым. Дорохин ухаживает за Сухановой, но она влюбляется в другого… |
| 02.10 (90)  | 21 августа 2009 года | Губский всячески избегает встречи с Сухановой. Лариса Алексеевна едет к Прохорову, чтобы рассказать ему об измене жены… |
| 02.11 (91)  | 24 августа 2009 года | Прохоров пытается смириться с изменой его жены. Гончар признаётся в любви Сухановой, а позже «сдаёт» Дорохина Романенко. Губский объясняет Сухановой, почему они не могут быть вместе. |
| 02.12 (92)  | 25 августа 2009 года | Прохоров приезжает домой без предупреждения, и в итоге становится свидетелем сцены между Аней и Игорем. Красильников помогает Макарову «избавиться» от Глеба. |
| 02.13 (93)  | 26 августа 2009 года | Богатая девушка Ника на спор со своими друзьями знакомится с Варнавой. Коллеги по училищу устраивают для Губского праздник в честь дня рождения. Суханова преподносит ему особый подарок… |
| 02.14 (94)  | 27 августа 2009 года | Губский остаётся у Сухановой на ночь. Прохоров, чтобы не думать о проблемах в семье, с головой уходит в учёбу. К Романенко неожиданно приезжает дочь. Между ней и Светланой складываются непростые отношения. |
| 02.15 (95)  | 28 августа 2009 года | Аня приезжает к Прохорову, но ей так и не удаётся с ним встретиться. Гончар из-за Сухановой неудачно шутит над Губским, чем удручает всю роту. Суханова окончательно выясняет отношения с Гончаром. В училище появляется новый преподаватель по огневой подготовке — подполковник Василюк. |
| 02.16 (96)  | 17 мая 2010 года     | Брагин и Перепечко получают неравные баллы от Василюка за почти одинаковый ответ. Романенко пропадает на ночь после тяжёлого разговора с дочерью. Гончар на грани срыва — он нападает на Красильникова, затем сам перед ним извиняется. Варнава ищет Зою у КПП, а встречает Нику. |
| 02.17 (97)  | 18 мая 2010 года     | Прохорову наконец-то удаётся поговорить с женой. По совету Перепечко, Варнава устраивает свидание двум девушкам в один день. Марина окончательно налаживает отношения Маминой с дочерью Романенко. Губский узнаёт о любви Гончара к Сухановой. |
| 02.18 (98)  | 19 мая 2010 года     | Чтобы вернуть мужа, Анна сама решает переехать жить в Москву. Перепечко увлекается нунчаками, а его отец приезжает в город с весьма непростой целью. К Сухановой опять наведывается Тополь, после чего она впервые ссорится с Губским. |
| 02.19 (99)  | 20 мая 2010 года     | Марину ждёт странный сюрприз в квартире Красильникова. Анна находит помощника по обустройству в Москве. Перепечко решает пойти в рукопашку против сразу троих курсантов. Романенко сталкивается с нежданными «родственниками» Ковнадского. |
| 02.20 (100) | 21 мая 2010 года     | Прилуцкая решает сблизить Суханову и Губского, ещё не зная об их романе. Отец Перепечко всеми методами пытается попасть в городские депутаты. Прохоров видится с Анной весьма неожиданно, ему предстоит признать свою жену во благо их общего ребёнка. |
| 02.21 (101) | 24 мая 2010 года     | Суханова беременна. Губский ставит под вопрос двадцать лет своей жизни, он не ожидал такого поворота событий. Красильников получает повышение несмотря на все старания Брагина отогнать от себя конкурентов. Полярник устраивает курсантам морской бой на наряды, а Боткин — очередной полевой выезд. |
| 02.22 (102) | 25 мая 2010 года     | Красильников сталкивается с первыми трудностями сержантской службы. После попытки расправы с Тополем Губский решает пойти в самоход под прикрытием Давыдова и, в итоге, делает Сухановой предложение. Прохоров тем временем серьёзно «ломает» УАЗик. |
| 02.23 (103) | 26 мая 2010 года     | Василюк и Коновалов объединяются чтобы дать курсантам единый урок боя. Красильникова раздражает отсутствие внимания командиров на свой новый чин, но Макаров вскоре находит этому решение. Перепечко опять озадачен странными происками отца. |
| 02.24 (104) | 27 мая 2010 года     | Курсанты по-разному проводят увольнение в Ногинске: Гончар напивается от несчастной любви, Перепечко вопреки себе даёт отцу уроки математики, Варнаву опять «похищает» Ника перед встречей с Зоей, а Ковнадский совершает героический поступок. |
| 02.25 (105) | 28 мая 2010 года     | Варнава заказывает подарок на свой день рождения, но он достаётся другому имениннику. Макарову впервые отказывает в просьбе отец. Ковнадский нарушает устав при исполнении обязанностей караульного. Брагин и Гончар находят оригинальный способ помощи Полярнику в ловле рыбы. |
| 02.26 (106) | 31 мая 2010 года     | Бывшие суворовцы решают на спор доказать Брагину лёгкость самоходки из лагеря, но попадаются на глаза Василюку. Из-за чрезмерного доверия другу Красильникова Марина оказывается в омерзительной ситуации. Зоя ищет встречи с Ковнадским. |
| 02.27 (107) | 1 июня 2010 года     | Макаров и Красильников не доверяют помощи нового приятеля Ковнадского в деле классной руководительницы. Гончар пропадает после очередного неуспешного разговора с Сухановой. Варнава продолжает вести любовную войну на двух фронтах вопреки себе. |
| 02.28 (108) | 2 июня 2010 года     | Ника не хочет понять позицию Варнавы даже после его объяснений. Василюк открывает Боткину свою слабую сторону. Волынский находит впечатляющий способ доказательства теории на практике. Гончар и Суханова меняются местами — теперь он избегает её. |
| 02.29 (109) | 3 июня 2010 года     | В ответ на давление Боткина Василюк принимает серьёзные меры расправы с сомнительными слухами в училище. Стас ставит перед Мариной сложный выбор, она же диктует иные условия. Гончар спасает жизнь Войне, но самому ему вскоре становится совсем не до благодарностей. |
| 02.30 (110) | 4 июня 2010 года     | Следователь, порученный Ковнадским, доводит дело классной руководительницы Красильникова до конца. Суханова делает особое предложение Гончару, а отец Макарова — Полине. Ника устраивает бой между Варнавой и ещё одним кавалером за обладание собой. |
| 02.31 (111) | 7 июня 2010 года     | Губский и Суханова ищут свидетелей для своей свадьбы. Макаров решает обхитрить Волынского, но не без потерь. Дорохин влипает в очередную любовную историю. Полине предлагают повышение, в ответ же она совсем уходит из компании. |
| 02.32 (112) | 8 июня 2010 года     | Подчинённые распространяют сплетни о личной жизни Полины. Губский приглашает на свадьбу сразу всю роту. Сухомлин забывает значение «ПВО». Первокурсники сажают Брагина на должок, затем ворованную купюру Красильникова вдруг находят у Варнавы. |
| 02.33 (113) | 9 июня 2010 года     | Варнава попадает под всеобщее подозрение, и лишь Нике удаётся спасти его репутацию. Подготовка к свадьбе Губского и Сухановой идёт полным ходом. Сухомлин и Ольга задумываются о своих отношениях, а Макаров и Полина — о растрате первого аванса. |
| 02.34 (114) | 10 июня 2010 года    | Губскому приходится отказаться от услуг Козина, тем более что в плане приглашённых тоже происходят изменения. Давыдов удручает весь взвод за очередной из своих «методов» воспитания. Блокнот и купюра Красильникова наконец-то находятся. |
| 02.35 (115) | 11 июня 2010 года    | Макаров не может смириться с тем, что в его будущей семье финансовым провидцем станет Полина. Тополь узнаёт о свадьбе и внезапно предлагает Сухановой свою поддержку. Курсанты скидываются чтобы подарить молодожёнам стиральную машину, но Гончар и Брагин покупают иной подарок. |
| 02.36 (116) | 15 июня 2010 года    | Козин доказывает Войне и Сухановой, что лучшего тамады на свадьбу им не найти. Между тем, свадьба может и не состояться. Суханова узнаёт, что мальчишник Войны проходит в компании девушек по вызову. В квартиру к Полине врываются грабители. |
| 02.37 (117) | 16 июня 2010 года    | Полина оказывается заложницей в собственной квартире. Она понимает, что помощи ей ждать неоткуда. Наступает день свадьбы Войны и Сухановой. За праздничным столом Гончар вместо тоста признаётся Сухановой в любви. |
| 02.38 (118) | 17 июня 2010 года    | Гончар просыпается в кровати сестры Сухановой — Лили. Он никак не может вспомнить, что произошло накануне. Макаров пытается вычислить тех, кто ограбил Полину. Возможно, к ограблению причастны близкие люди. Царёв начинает ухаживать за медсестрой Леночкой. Неужели он по-настоящему влюбился или это очередная хитрость первокурсника? |
| 02.39 (119) | 18 июня 2010 года    | Гончар не отвечает на знаки внимания Лили. Но Лиля не собирается ждать и сама приглашает Гончара на свидание. Курсанты узнают о причинах внезапной влюблённости Царёва в медсестру и устраивают герою-любовнику ночной кошмар. Перепечко и Варнава неожиданно становятся врагами и превращают полигон в место дуэли. Неужели мелкая ссора друзей закончится трагедией? |
| 02.40 (120) | 21 июня 2010 года    | Из Рязани в гости к ребятам приезжает Сырников и у него сюрприз для бывших суворовцев, встреча с боевым другом по суворовскому…. |
| 02.41 (121) | 22 июня 2010 года    | Романенко снимают с должности начальника училища. Теперь его жизнь круто изменится. Прилуцкой и Волынскому приходится вместе провести ночь в лесу. Перепечко просыпается и понимает, что все курсанты исчезли из училища. |
| 02.42 (122) | 23 июня 2010 года    | Романенко делает Маминой предложение и зовёт с собой на новое место службы. Сможет ли Мамина оставить Марину одну и уехать с любимым? Дорохин встречает Алину и начинает жалеть о том, что упустил такую женщину. Прилуцкая и Волынский решаются на подвиги ради друг друга. |
| 02.43 (123) | 24 июня 2010 года    | У Ковнадского день рождения, но никто из курсантов его не поздравляет. Неужели все забыли о празднике? Варнава ревнует Зою к Ковнадскому, хотя сам не может ответить Зое взаимностью. Лиля понимает, что Гончар с ней лишь потому, что она напоминает ему Суханову. Лиля уходит от Гончара. |
| 02.44 (124) | 25 июня 2010 года    | Полярник, наконец, становится майором. Зоя уверена, что только она сделает Варнаву счастливым. Дорохин пытается вернуть Алину. Но её сердце уже занято другим. Анна находит новую работу, но пока не собирается рассказывать о ней Прохорову. Перепечко и Сухомлин идут в самоход, чтобы встретиться с девчонками, которые ждут их у тёти Любы. К тёте Любе направляются и Волынский с Прилуцкой. |
| 02.45 (125) | 28 июня 2010 года    | Полярник, наконец, получает звание майора. Новоиспечённый майор тут же становится соучастником преступления. Гончар пытается наладить отношения с Лилей, хотя сам понимает, что никогда не сможет её полюбить. |
| 02.46 (126) | 29 июня 2010 года    | У курсантов появляется новый командир. Никаких поблажек больше не будет. Макаров вновь переходит дорогу Царёву. Царёв собирается разделаться с Макаровым и выбирает для этого очень хитрый способ. |
| 02.47 (127) | 30 июня 2010 года    | Макаров предлагает Полине стать его женой. Царёв ведёт опасную игру за спиной Макарова. Прилуцкая разочаровывается в Волынском. Отец Перепечко постигает прелести Интернета и становится лёгкой добычей для спамеров. |
| 02.48 (128) | 1 июля 2010 года     | Гончар и Лиля оказываются в одной постели. Оба понимают, что совершили ошибку. Дорохин пытается забыть Алину, но узнаёт, что она помолвлена с другим. Чувства вспыхивают с новой силой. В училище ЧП — первокурсник собирается застрелить Макарова. |
| 02.49 (129) | 2 июля 2010 года     | Прохоров подозревает, что Анна опять его обманывает. Перепечко приходится краснеть за отца. Войну раздражает то, что Суханова не может оставить в покое Гончара. Курсанты получают загадочную посылку. |
| 02.50 (130) | 5 июля 2010 года     | Варнава пытается устроить личную жизнь Гончара. Прохоров случайно узнаёт о новой работе Анны, ему стыдно за жену. Сухомлин становится свидетелем ограбления и не может остаться равнодушным. Проявленное благородство оборачивается большими проблемами. У Ковнадского неожиданно появляется девушка… |
| 02.51 (131) | 6 июля 2010 года     | Макаров понимает, что его главный враг — Царёв. В желании отомстить Макарову Царёв не остановится ни перед чем. Неожиданно Анну с ребёнком выгоняют из квартиры. Ковнадского настораживает, что его новая девушка Саша слишком настойчиво проявляет свои чувства. |
| 02.52 (132) | 7 июля 2010 года     | Кадеты придумывают, как проучить Царёва. Ковнадский теряет голову от первой любви и подставляет всю роту. Дорохин отказывается от попыток вернуть Алину. Но теперь Алина сама ищет с ним встреч. Полярник становится чересчур подозрительным — он уверен, что в училище кругом враги… |
| 02.53 (133) | 8 июля 2010 года     | Боткин понимает, что новый начальник училища что-то скрывает, и пытается раскрыть тайну Серёгина. Кадеты отмечают победу над Царёвым. Они не знают, что Царёв приготовил для них очередной неприятный сюрприз. |
| 02.54 (134) | 9 июля 2010 года     | Ковнадский теряет телефон, а Постников — покой. Война и Суханова пытаются помирить Дорохина и Алину. Саша приглашает Ковнадского на день рождения подруги. Ковнадского ждёт большой сюрприз… |
| 02.55 (135) | 12 июля 2010 года    | Саша неожиданно перестаёт отвечать на звонки Ковнадского. Ковнадский переживает за любимую и сбегает из училища. Брагин доводит Прилуцкую до слёз. Прилуцкая подаёт заявление об уходе… |
| 02.56 (136) | 13 июля 2010 года    | Ковнадский понимает: для того, чтобы быть с Сашей ему придётся примириться со многими её странностями. Макарову и Полине приходится отказаться от свадьбы. А вот Алине до замужества остаётся всего один день. Об этом узнаёт Дорохин… |
| 02.57 (137) | 14 июля 2010 года    | Курсанты узнают о том, что один из них сможет поехать на обучение в Америку. Но для этого надо доказать, что ты — лучший. Соревнование начинается… Алина выходит замуж. Дорохин появляется в ЗАГСе. Сможет ли он сорвать свадьбу и вернуть возлюбленную? |
| 02.58 (138) | 15 июля 2010 года    | Полярник неожиданно становится стукачом. У Перепечко появляется не совсем мужское хобби. Дорохин жестоко расплачивается за свою любовь к Алине… |
| 02.59 (139) | 16 июля 2010 года    | Дорохин больше не ищет встреч с Алиной. Ковнадский хочет признаться Саше в любви, но она вдруг заявляет, что не готова к серьёзным отношениям. Полина и Макаров объявляют о том, что они, несмотря ни на что, всё-таки поженятся! |
| 02.60 (140) | 19 июля 2010 года    | Командиры отправляют трёх лучших курсантов на стажировку в Америку. Радость от предстоящей поездки сменяется у курсантов грустью — приходится прощаться с друзьями и любимыми. Дорохин тоже покидает Москву. В последний момент он ждёт, что на перроне появится Алина… |
| 02.61 (141) | 20 июля 2010 года    | Дорохин предлагает Алине выйти за него замуж. Вскоре он понимает, что поторопился. Прилуцкая рассказывает Волынскому о любви, а он внезапно засыпает. Из санчасти пропадает бутылка спирта. Брагин, Сухомлин и Ковнадский становятся главными подозреваемыми в совершении кражи. |
| 02.62 (142) | 21 июля 2010 года    | Прилуцкая уверена — у них с Волынским ничего не получится. Дорохин узнаёт, что у Алины есть ребёнок. Он сомневается, что сможет заменить ребёнку Алины отца. Гончар неожиданно хочет уйти из училища… |
| 02.63 (143) | 22 июля 2010 года    | Брагину нравится Саша и он разрабатывает хитрый план, как отбить её у Ковнадского. Зоя хочет вернуть Варнаву и приезжает в училище. Стас узнаёт об этом и приводит Зою на свидание Варнавы и Ники… |
| 02.64 (144) | 23 июля 2010 года    | Зоя попадает в беду. Варнава пытается спасти Зою, но теряет Нику. Просмотр романтического фильма для Сухомлина и Ольги заканчивается жуткой ссорой. Прилуцкая пытается устроить личную жизнь Волынского и знакомит его со своей подругой. |
| 02.65 (145) | 26 июля 2010 года    | Неожиданно главным врагом Ковнадского становится его собственная мать. Ника не отвечает на звонки Варнавы и идёт на свидание со Стасом. Стас подсыпает Нике в бокал снотворное… |
| 02.66 (146) | 27 июля 2010 года    | Ольга понимает, что они с Сухомлиным слишком разные, чтобы быть вместе. Сухомлин боится, что может потерять Ольгу. Гончар становится ангелом-хранителем Сухановой. Брагин изобретает необычную шпаргалку… |
| 02.67 (147) | 28 июля 2010 года    | Дорохин становится посмешищем для курсантов. Отец Перепечко неожиданно превращается в миллионера. Саша провоцирует Ковнадского на отчаянный поступок. Ковнадский переходит шоссе с закрытыми глазами… |
| 02.68 (148) | 29 июля 2010 года    | Ковнадский вдруг в ужасе понимает, что его жизнь для Саши ничего не значит. Макаров узнаёт об опасных экспериментах Саши и требует, чтобы она оставила Ковнадского в покое. Алина знакомит Дорохина со своим сыном Эдиком… |
| 02.69 (149) | 30 июля 2010 года    | Дорохин пытается стать другом Эдику. Но Эдик даёт понять, что ему такая дружба не нужна. Суханова подозревает, что забота Гончара о ней небескорыстна. Ковнадский признаётся Саше в любви, но просит её больше не искать с ним встреч… |
| 02.70 (150) | 2 августа 2010 года  | Дорохин узнаёт, что Эдик тратит деньги матери вовсе не на спортивную секцию. Эдик просит Дорохина не выдавать его Алине. Саша пытается вернуть Ковнадского. Сможет ли Ковнадский простить её? Отец Перепечко теряет всё своё богатство… |
| 02.71 (151) | 3 августа 2010 года  | Полина внезапно падает в обморок. Она подозревает, что серьёзно больна. Боткин неожиданно становится начальником училища и тут же устанавливает свои правила игры. Эдик из-за конфликта с Дорохиным сбегает из дома. |
| 02.72 (152) | 4 августа 2010 года  | Боткин неожиданно получает Оскара. Серёгин, наконец, раскрывает свои тайны. Саша признаётся Ковнадскому в любви и тут же сообщает, что уезжает в Сочи. |
| 02.73 (153) | 5 августа 2010 года  | Полина узнаёт, что ей необходима операция. Макарову о своей болезни она ничего рассказывать не хочет. Варнава пытается, во что бы то ни стало, вернуть Нику. Гончар узнаёт, что больше никогда не увидит Суханову… |
| 02.74 (154) | 6 августа 2010 года  | Варнава устраивает необычное свидание, на которое приглашает и Нику, и Зою. Дорохин в глазах Эдика становится героем. Ковнадский узнаёт, что Саша в Сочи нашла себе новую любовь… |
| 02.75 (155) | 9 августа 2010 года  | Прилуцкая и Волынский проникают в кабинет Козина, чтобы устроить ему сюрприз, но неожиданно становятся заложниками. Полина уезжает в Германию на операцию, но Макарову ничего об этом не рассказывает. В училище появляется новый преподаватель — курсант Прохоров. |
| 02.76 (156) | 10 августа 2010 года | Полина врёт Макарову, что она в Германии в командировке. Макаров ссорится с ней, не зная, что Полине вот-вот должны сделать серьёзную операцию. Ника, наконец, возвращается к Варнаве. Но счастье длится недолго — Нику похищают бандиты… |
| 02.77 (157) | 11 августа 2010 года | Варнава узнаёт, что Нику могут убить. Курсанты с Полярником пытаются спасти Нику, но обезвредить бандитов не так просто. Укрываясь от преследования, бандиты стреляют в Полярника. Варнава заслоняет командира собой… |
| 02.78 (158) | 12 августа 2010 года | Прилуцкая сводит Волынского со своей подругой. Волынский, в свою очередь, подбирает подходящую партию для Прилуцкой. Удастся ли Волынскому с Прилуцкой, наконец, обрести своё счастье? У Сухомлина неожиданно появляется повод, чтобы ревновать Ольгу… |
| 02.79 (159) | 13 августа 2010 года | Макаров, Брагин и Перепечко вычисляют, кто в училище самый большой сладкоежка. Накануне свадьбы Макаров и Полина понимают, что она может не состояться! Полину не выписывают из больницы, а Макарова лишают увольнения… |
| 02.80 (160) | 13 августа 2010 года | Макаров устраивает мальчишник накануне свадьбы. Весь взвод лишают увольнения в день свадьбы Макарова. Полина возвращается из Германии после операции. Серия заканчивается на свадьбе Макса и Полины, во время которой Макаров бросает в толпу букет. Кто именно его поймал так и осталось неизвестным. |